# Trombosis venosa

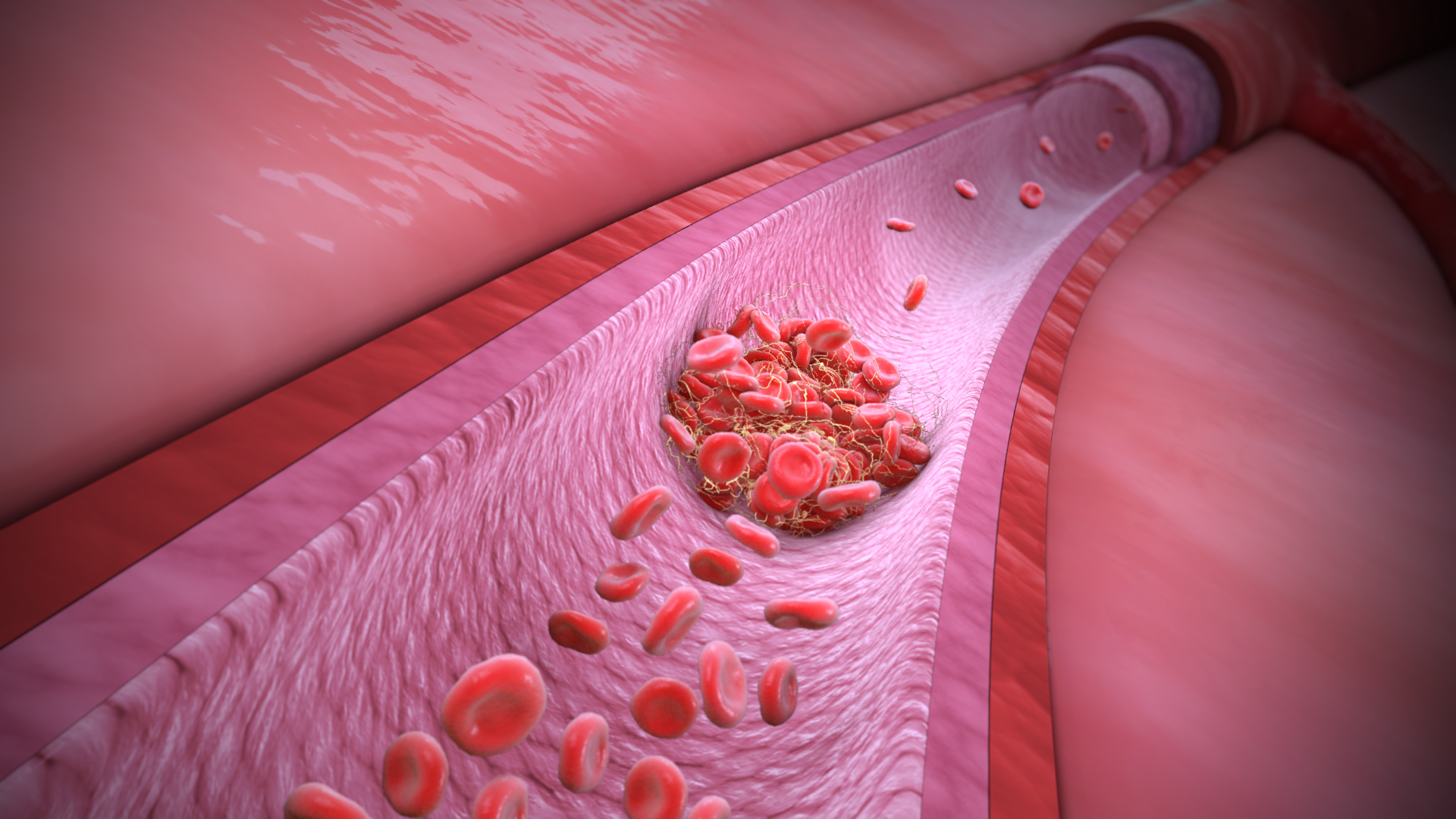
Animación médica Trombofilia

La trombosis venosa (también, tromboembolismo venoso) es la formación de una masa hemática dentro de una vena. Puede clasificarse en trombosis venosa superficial (tromboflebitis superficial) y trombosis venosa profunda.
La patogenia de un trombo venoso se da por la tríada de Virchow, que incluye alteraciones en la pared de los vasos, lentitud de la corriente sanguínea y alteraciones hematológicas que afecten la coagulación.
Las personas en mayor riesgo son pacientes mayores, personas postradas por periodos largos y mujeres embarazadas.
Dentro de las principales complicaciones de una trombosis venosa está el tromboembolismo pulmonar. Además está el riesgo de evolución hacia un síndrome postflebítico.

## Causas
Las trombosis venosas son causadas principalmente por una combinación de estasis venosa e hipercoagulabilidad —pero en manera menor son debidas a un extenso daño endotelial y activación endotelial—. Los tres factores de estasis, hipercoagulabilidad y alteraciones en la pared de la vena representan la Tríada de Virchow y los cambios de la pared del vaso son los menos entendidos. Algunos factores de riesgo aumentan la probabilidad de que un individuo desarrolle una trombosis.

### Factores de riesgo

#### Adquiridos
- Edad avanzada[3]
- Cirugía mayor y cirugía ortopédica[4]
- Varios tipos de cáncer, especialmente el cáncer de páncreas, pero no los de la cavidad oral y de la faringe[5]
- La inmovilización, como la que puede ocurrir por grandes enyesaduras en ortopedia;[4] la posición sentada y la inmovilidad durante los viajes, particularmente por vía aérea[2]
- El embarazo y el periodo del postpartum[2][6]
- Síndrome antifosfolípidos[4] (como el anticoagulante producido en el lupus)[2][3]
- Traumatismos[2] y heridas menores de las piernas[7]
- Previo VTE[8]
- Píldora anticonceptiva[4]
- Terapia de substitucion hormonal,[4] especialmente por vía oral
- Catéteres venosos centrales[4]
- Enfermedades inflamatorias[9] y algunas enfermedades autoinmunes[10]
- Síndrome nefrótico[11]
- Obesidad[4]
- Infecciones[11]
- Virus VIH - sida[11]
- Neoplasias mieloproliferativas incluyendo la trombocitosis esencial y la
- Policitemia vera[4]
- Quimioterapia[3][12]
- Insuficiencia cardíaca[13]